# Pèlerin d'Auxerre
Pour les articles homonymes, voir Pèlerin (homonymie) et Saint Pérégrin.
Pèlerin d'Auxerre (Pérégrin, saint Pérégrin, en latin Sanctus Peregrinus) († vers 304) était le premier évêque d'Auxerre. On le fête le 16 mai.

## Origine du nom
Bas latin, pelegrinus issu par dissimilation de peregrinus, aboutit régulièrement à pérégrin, pèlerin ou pellerin = qui voyage à l’étranger. 

## Vie
Quelques missionnaires apostoliques, envoyés par le pape saint Fabien, ont probablement précédé Pèlerin concernant l'évangélisation d'Auxerre. Lebeuf cite saint Denis, et saint Savinien apôtre de Sens, comme candidats possibles ; saint Austremoine, en chemin vers Clermont, se serait arrêté à Nevers.
Pèlerin est prêtre et citoyen romain quand Sixte II lui impose les mains et l'ordonne évêque, lui donnant comme compagnons le prêtre Marse, le diacre Corcodome, les sous-diacres Jovinien et Alexandre, et un lecteur également nommé Jovinien.
Les écrivains du IXe siècle disent que les chrétiens d'Auxerre demandèrent un évêque au pape Sixte II (pape de la fin août 258 jusqu'au 6 août 259) ; si c'est le cas Pèlerin a fait le voyage sans s'attarder dans les villes sur son chemin. Quoi qu'il en soit, tous prennent le bateau pour arriver à Marseille, remontent par Lyon et arrivent sur Auxerre, près du ruisseau de Vallan dans le sud de la ville actuelle,, - car c'est là, et non sur la colline comme précédemment et comme maintenant, que se trouvait le bourg d'alors. Il s'agit d'Autricum, qui a laissé plusieurs vestiges d'édifices trouvés dans la plaine de Saint-Julien et de Saint-Martin. Noter que cet endroit fournit les eaux les plus pures dans les alentours d'Auxerre ; ailleurs, celles-ci sont de qualité médiocre. Un fragment de voie antique a été trouvé au XIXe siècle dans le secteur de l'abbaye Saint-Julien. La route pré-romaine entre Autun et Sens passait là, qui allait devenir la Via Agrippa de l'Océan. 
Ce chemin forme une levée qui commence immédiatement au-dessus de la vallée où est la prairie d'Autric, là où se trouvera le faubourg Saint-Martin et principalement dans le lieu qui formera l'enclos du futur monastère Saint-Julien ; et c'est très vraisemblablement par cette route que Pèlerin et ses compagnons arrivent.
Ils y trouvent une ville où règnent les divinités païennes. La rivière Yonne y est adorée telle une déesse, comme en témoigne une inscription trouvée en 1721 dans les murs de la cité du côté de la rue des Boucheries ; à côté d'elle, les dieux principaux sont Apollon, Jupiter et Mercure. Pèlerin élimine rapidement la concurrence.
Les chrétiens tendent à se séparer des païens en se regroupant sur la colline immédiatement au nord d'Autricum, même si les seules sources d'eau y sont l'étang de Saint-Vigile et la fontaine Saint-Germain. C'est leur ville qui plus tard recevra les fortifications, et non l'Autricum de la plaine. C'est là que Pèlerin bâtit une église, à la source de quelques fontaines dans laquelle lui et ses compagnons baptisent les habitants. Cette source est captée dans un puits, qui plus tard disparaît sous la crypte de l'église qui remplace cet oratoire. Un cimetière est créé sur le mont Autricus le long du chemin du « Nivernois », où seront inhumés les compagnons de Pèlerin.
Ainsi il instaure le christianisme à Auxerre et dans les environs proches, notamment le long de l'Yonne où l'accès est facile. Mais les épaisses forêts des campagnes voisines, surtout celles de Puisaye, sont difficiles d'accès à plus d'un point de vue : un groupe de missionnaires chrétiens venant de Besançon s'y fait massacrer par les émissaires d'Aurélien (270 - 275) pour cause de religion.
À Entrains se trouve entre autres un temple dédié à Jupiter, particulièrement fréquenté pour sa magnificence. Pèlerin va y prêcher sa religion et se retrouve en prison pour perturbation de la paix publique, enfermé dans un souterrain encore visible près de Boüy. Devant l'autorité chargée de décider de son sort il refuse de sacrifier aux dieux païens et maintient sa profession de foi chrétienne. Il est livré aux soldats ; l'un d'eux lui coupe la tête d'un coup de glaive. Jovinien le lecteur est le seul de ses compagnons à subir le martyre comme lui. Les autres bénéficient de la paix donnée aux chrétiens par l'édit de Constantin. 
Certains martyrologes de l'Église d'Occident indiquent Boüy comme lieu de son martyre. Presque tous donnent le 16 mai comme date de sa mort. Quant à l'année, le consensus le plus généralement accepté donne le temps de la grande persécution de Dioclétien, en 303 ou 304. Depuis Sixte II en 258 ou 259, c'est donc plus de 45 ans que Pèlerin a passé en apostolat à Auxerre.

## Culte

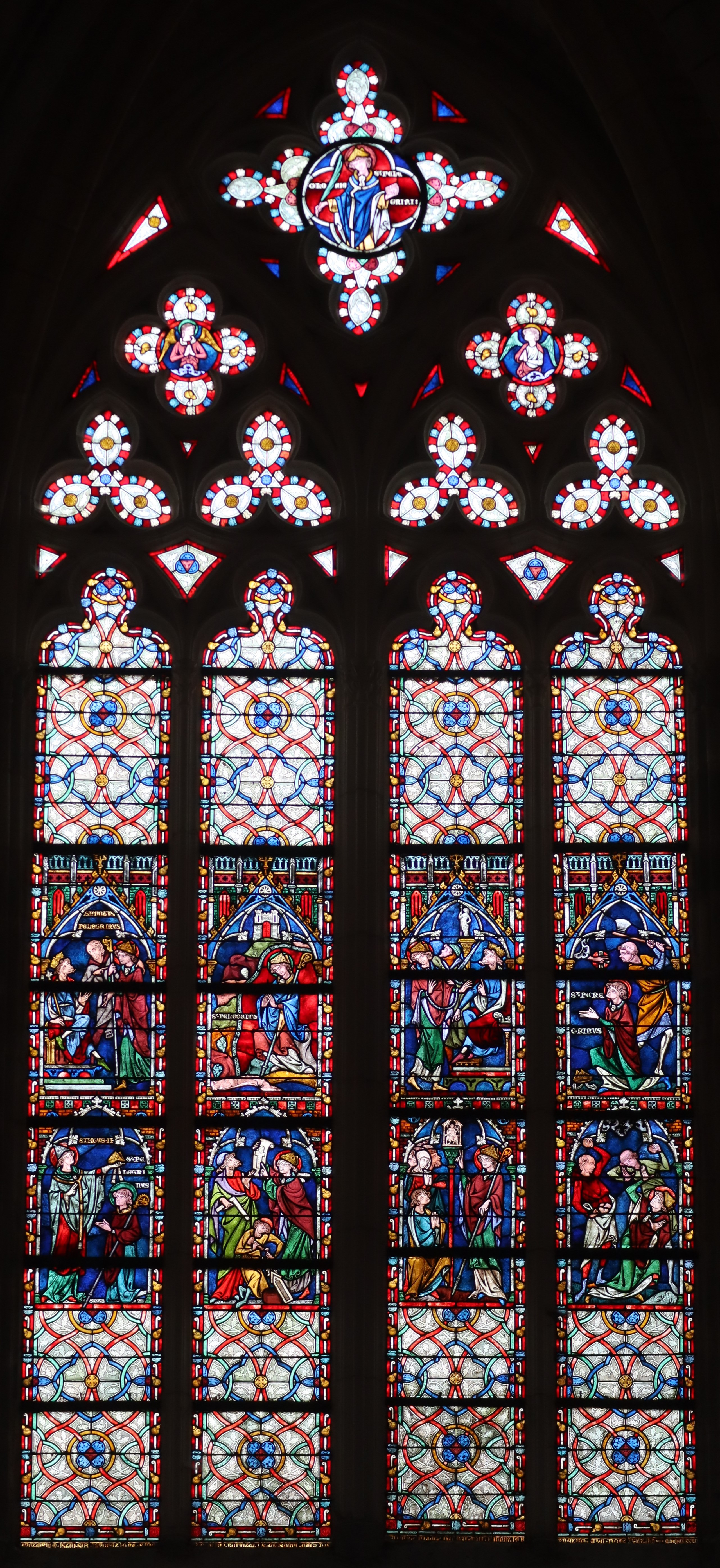
Verrière de Saint-Pèlerin en la cathédrale Saint-Étienne d'Auxerre.

Son corps est enterré à Boüy par des chrétiens cachés, et y est encore du temps de saint Germain. Nous pouvons raisonnablement supposer que l'église du lieu était bâtie sur sa sépulture et qu'elle portait son nom. 
Le 23 novembre 1645 des travaux de terrassement sous l'autel de l'église Saint-Pèlerin de Boüy mettent au jour, à environ 1,70 m sous terre, un sépulcre contenant une tête sans corps et le corps d'un jeune enfant. La tête est accompagnée de trois vertèbres dont l'une a visiblement été coupée avec un instrument en métal tranchant. Une coutume locale dicte de ramasser de la terre à cet endroit et d'en répandre là où l'on veut se préserver des bêtes venimeuses. Après des recherches exhaustives sur près de 80 ans afin de s'assurer qu'aucune autre tête n'a été réclamée comme celle de saint Pèlerin, Charles de Caylus (évêque d'Auxerre de 1705 à 1754) enchâsse solennellement la tête le 1er mai 1715. Il en réserve toutefois plusieurs fragments, dont l'un demandé par le curé et les paroissiens de Saint-Pèlerin d'Auxerre et qui est porté, lui aussi solennellement, de la cathédrale à l'église Saint-Pèlerin le 3 mai 1716. Une autre parcelle va à la cathédrale d'Auxerre. Tous les prélats de quelque importance présents à cette cérémonie obtiennent eux aussi un petit fragment de la tête ; ainsi on en retrouve à Saint-Pierre-en-Château à Auxerre, et autres endroits.
Au VIIe siècle, l'abbaye de Saint-Denis près de Paris, dont le patron est un autre décapité célèbre, récupère des reliques de saint Pèlerin, probablement à l'initiative de Dagobert Ier (629 – 638) qui obtient de l'évêque d'Auxerre tout le corps sauf la tête (l'évêque en place pendant le règne de Dagobert Ier est saint Pallade). Lorsque l'abbé Suger fait rebâtir la basilique au XIIe siècle, toutes les reliques possédées par l'abbaye sont réunies dans le nouvel édifice. Les autels y sont consacrés en 1144, et le troisième autel est dédié à saint Pèlerin par Hugues de Mâcon, évêque d'Auxerre. Guillaume de Seignelay, évêque d'Auxerre (1207-1220) puis de Paris (1220-1223), fera une fois le voyage jusqu'à Saint-Denis pour honorer saint Pèlerin. Lors des guerres de religion toutes les reliquaires se trouvant à Saint-Denis sont mises à l'abri à Paris. Après leur retour à Saint-Denis, l'abbé du lieu Charles de Lorraine fait fabriquer une autre châsse et y transfère les reliques le 9 octobre 1570. 
Auxerre ayant perdu toute relique de saint Pèlerin, le culte de ce dernier s'y affaiblit quelque peu. Pour y remédier, Hugues de Noyers (évêque d'Auxerre de 1183 à 1206) met sa fête au rang des solennités (au lieu d'une fête simplement chômée).
Au XIVe siècle plusieurs reliques sont dispersées. Jeanne d'Évreux, veuve de Charles le Bel, en obtient en 1340 de l'abbé Gui et les donne le 25 juin 1342 aux Jacobins d'Auxerre pour une chapelle dédiée à saint Pèlerin au nord du grand autel de leur église ; elle fait faire pour l'occasion une châsse d'argent d'un poids de 33 marcs.
En 1373 d'autres reliques sont données à la cathédrale Saint-Vit (ou Saint Guy en français) de Prague, peut-être obtenues par l'empereur Charles IV.
Le hameau de Clermont sur la paroisse de La Roche-en-Bregny au nord du diocèse d'Autun, a une chapelle dédiée à saint Pèlerin et qui abrite un os de son bras. La cathédrale Saint-Étienne de Sens abrite un morceau de son vêtement. La cathédrale Saint-Étienne d'Auxerre possédait la  plus grande partie d'un bras enchâssé dans une croix d'argent d'un poids de huit marcs, donné par une comtesse d'Anjou ; mais ce reliquaire est perdu en 1567 lorsque les calvinistes pillent la cathédrale au début de la deuxième guerre de religion (1567-1568) provoquée par la « surprise de Meaux ».
Le 27 mars 1634 la moitié d'un fémur est donnée à l'évêque d'Auxerre Dominique Séguier.
Le Bréviaire de 1670 abolit les octaves de sa fête ; ils sont rétablis par le Bréviaire de 1726. Les endroits où saint Pèlerin a été le plus vénéré sont Sens, Chartres, Lisieux et Coutances.

## Dicton associé
« À la Saint-Pèlerin (18 mai) il ne gèle plus ni pain ni vin. »